# هوارد پل بکر
هوارد پل بکر (به انگلیسی: Howard P. Becker)؛ (۹ دسامبر ۱۸۹۹–۸ ژوئن ۱۹۶۰) استاد قدیمی جامعه‌شناسی در دانشگاه ویسکانسین-مدیسون بود.

## بیوگرافی
بکر در سال 1899 در نیویورک زاده شد: پسر چارلز بکر، افسر  پلیس نیویورک و لتیتیا (نام خانوادگی استنسون)، اهل انتاریو. پدر و مادرش شش سال پس از تولد او طلاق گرفتند. مادرش دوباره با برادر بکر، پل، ازدواج کرد. پدرش چارلز بکر بعدها دو بار دیگر ازدواج کرد. او به دلیل قتل یک قمارباز در سال 1912 در نیویورک تحت پیگرد قانونی قرار گرفت، مجرم شناخته شد و در سال 1915 اعدام شد.
هوارد پی. بکر توسط مادر و ناپدری‌اش در رینو و وینموکا، نوادا بزرگ شد، در مدارس محلی تحصیل کرد. مدرک لیسانس را در دانشگاه نورث وسترن و کارشناسی ارشد و دکترای جامعه‌شناسی را در دانشگاه شیکاگو به پایان رساند.
بکر استاد تمام جامعه‌شناسی در دانشگاه ویسکانسین-مدیسون شد. از جمله علایق او، کاوش در موضوعاتی بود که او «انواع برساخته» جوامع مقدس و سکولار می‌نامید.
او را شاید بیشتر به‌عنوان نویسنده کتاب «انسان در تعامل: سخنرانی‌های مقدماتی درباره فرهنگ، جامعه و شخصیت» (1956) به یاد می‌آوریم. این مجموعه ای ویرایش شده از سخنرانی های رادیویی در مورد مبانی جامعه‌شناسی بود، رویکردی بدیع در آن زمان. او به خاطر سبکی که به عنوان «شهری، شوخ و باسواد» توصیف می‌شود، و همچنین به خاطر رویکرد بین‌رشته‌ای‌اش  مورد ستایش قرار گرفت که از مفاهیم جامعه‌شناسی، روان‌شناسی اجتماعی و انسان‌شناسی استخراج می‌شود.
کتاب او همچنین به عنوان ارائه "دیدگاه منسجم جامعه شناسی" به شیوه ای قوی و خاص توصیف شده است. 
در میان دانشجویان تحصیلات تکمیلی که بکر با او مشاوره می‌کرد، سی. رایت میلز بود که در حال تکمیل رساله دکترایش در دانشگاه ویسکانسین-مدیسون بود. میلز بعدها گفت  از نقش بکر در دفاع از رساله راضی نیست. او از رفع اشکال و دفاع مجدد رساله خود مطابق با انتقادات کمیته داوری کاملاً امتناع کرد.
بکر در زمان مرگش به تازگی به عنوان رئیس انجمن جامعه‌شناسی آمریکا انتخاب شده بود. سخنرانی ریاست‌ او با عنوان «واکنش‌های هنجاری به بی‌هنجاری» توسط پسرش،  کریستوفر بنت بکر، مورخ ایراد شد.
بکر در 8 ژوئن 1960 بر اثر لخته خون (ترومبوز) درگذشت.

## کتاب شناسی
- بارنز, هری المر; بکر, هوارد پل (1938), اندیشه اجتماعی از تاریخ تا علم, نیویورک: هیث, OCLC 502796286

- بکر، هوارد پل (1946). جوانان آلمانی: باند یا آزاد. نیویورک: انتشارات دانشگاه آکسفورد، 1946. تاریخ دقیق و جامعه شناسی جنبه های مختلف جنبش جوانان. نکته قابل توجه در زمانه، بحث هم‌جنس‌کامگی و همجنس‌گرایی در برخی از این گروه‌ها غیرقابل قضاوت است. OCLC 2083809 در سال 1998، روتلج این اثر را به عنوان جلد 8 از کتابخانه بین المللی جامعه شناسی خود تجدید چاپ کرد و مجموعه جامعه شناسی جوانان و نوجوانان. OCLC 761549797 شابک ‎۹۷۸−۰−۴۱۵−۸۶۳۵۱−۳

- بکر, هوارد پل (1950), از طریق ارزش ها تا تفسیر اجتماعی, دورهام، کارولینای شمالی: انتشارات دانشگاه دوک, OCLC 562723

- بکر, هوارد پل (1956), انسان در تعامل: سخنرانی های مقدماتی در مورد فرهنگ، جامعه و شخصیت, نیویورک: اف. آ. پراگر, OCLC 973583